# Lijst van voetbalinterlands Ethiopië - Sao Tomé en Principe
Deze lijst van voetbalinterlands is een overzicht van alle officiële voetbalwedstrijden tussen de nationale teams van Ethiopië en Sao Tomé en Principe. De landen speelden tot op heden twee keer tegen elkaar. De eerste ontmoeting, een kwalificatiewedstrijd voor het Wereldkampioenschap voetbal 2018, werd gespeeld in Sao Tomé op 8 oktober 2015. Het laatste duel, de returnwedstrijd in dezelfde kwalificatiereeks, vond plaats op 11 oktober 2015 in Addis Abeba.

## Wedstrijden
| № | Plaats      | Datum           | Competitie           | Wedstrijd                       | Uitslag |
| - | ----------- | --------------- | -------------------- | ------------------------------- | ------- |
| 1 | Sao Tomé    | 8 oktober 2015  | WK 2018 kwalificatie | Sao Tomé en Principe − Ethiopië | 1 − 0   |
| 2 | Addis Abeba | 11 oktober 2015 | WK 2018 kwalificatie | Ethiopië − Sao Tomé en Principe | 3 − 0   |

## Samenvatting
| Competitie      | Totaal gespeeld | Winst Ethiopië | Gelijk | Winst Sao Tomé en Principe | Doelsaldo Ethiopië – Sao Tomé en Principe |
| --------------- | --------------- | -------------- | ------ | -------------------------- | ----------------------------------------- |
| WK-kwalificatie | 2               | 1              | 0      | 1                          | 3 − 1                                     |
| Totaal          | 2               | 1              | 0      | 1                          | 3 − 1                                     |

Wedstrijden bepaald door strafschoppen worden, in lijn met de FIFA, als een gelijkspel gerekend.
EFF · 
A-internationals · 
Ethiopisch vrouwenelftal · Olympisch elftal
1940 – 1949 · 
1950 – 1959 · 
1960 – 1969 · 
1970 – 1979 · 
1980 – 1989 · 
1990 – 1999 · 
2000 – 2009 · 
2010 – 2019 ·
2020 − 2029
Algerije ·
Angola ·
Benin ·
Botswana ·
Burkina Faso ·
Burundi ·
Centraal-Afrikaanse Republiek ·
Comoren ·
Congo-Brazzaville ·
Congo-Kinshasa ·
Djibouti ·
Egypte ·
Ghana ·
Griekenland ·
Guinee ·
Guinee-Bissau ·
Guyana ·
Israël ·
Ivoorkust ·
Jemen ·
Joegoslavië ·
Kaapverdië ·
Kameroen ·
Kenia ·
Lesotho ·
Liberia ·
Libië ·
Madagaskar ·
Malawi ·
Mali ·
Marokko ·
Mauritanië ·
Mauritius ·
Mozambique ·
Namibië ·
Niger ·
Nigeria ·
Oeganda ·
Rwanda ·
Sao Tomé en Principe ·
Senegal ·
Seychellen ·
Sierra Leone ·
Soedan ·
Somalië ·
Tanzania ·
Togo ·
Tsjaad ·
Tunesië ·
Turkije ·
Zambia ·
Zimbabwe ·
Zuid-Afrika ·
Zuid-Jemen ·
Zuid-Soedan
FSF · 
Santomees vrouwenelftal
Interlands
Tegenstander:
Angola ·
Benin ·
Centraal-Afrikaanse Republiek ·
Congo-Brazzaville ·
Equatoriaal-Guinea ·
Ethiopië ·
Gabon ·
Ghana ·
Guinee-Bissau ·
Kaapverdië ·
Kameroen ·
Lesotho ·
Liberia ·
Libië ·
Madagaskar ·
Malawi ·
Marokko ·
Mauritius ·
Namibië ·
Nigeria ·
Oeganda ·
Sierra Leone ·
Soedan ·
Togo ·
Tsjaad ·
Tunesië ·
Zuid-Afrika ·
Zuid-Soedan